# Ann Jansson (Leichtathletin)
Ann Jansson (* 1. Juli 1958) ist eine ehemalige schwedische Leichtathletin.

## Sportliche Laufbahn
Ann Jansson war schwedische Meisterin im 3000-Meter-Bahngehen 1979 und von 1981 bis 1986, als dieser Wettbewerb wieder vom Programm verschwand. Im 5000-Meter-Bahngehen siegte sie 1980, 1982 und von 1984 bis 1987. Im 10-Kilometer-Straßengehen gewann sie die Titel von 1980 bis 1983 und von 1985 bis 1987.
Im Gegensatz zu schwedischen Meisterschaften, bei denen Wettbewerbe im Frauengehen schon 1960 ausgetragen wurden, standen diese bei internationalen Meisterschaften erst Mitte der 1980er Jahre auf dem Programm. 1985 bei den Hallenweltspielen in Paris-Bercy wurde Jansson Fünfte im 3000-Meter-Gehen. Sie lag dabei über 40 Sekunden hinter den Medaillenrängen.
1986 bei den Europameisterschaften in Stuttgart wurde erstmals ein Wettbewerb im Frauengehen ausgetragen. Im 10-Km-Gehen siegte die Spanierin Mari Cruz Díaz mit fünf Sekunden Vorsprung vor Ann Jansson, weitere fünf Sekunden zurück erkämpfte die zweite Schwedin Siv Vera-Ybañez die Bronzemedaille.
1987 bei den Hallenweltmeisterschaften in Indianapolis belegte Jansson den sechsten Platz im 3000-Meter-Bahngehen mit einer halben Minute Rückstand auf die Drittplatzierte. Im Sommer bei den Weltmeisterschaften in Rom stand das 10-km-Gehen erstmals auf dem Weltmeisterschaftsprogramm. Jansson belegte den elften Platz mit anderthalb Minuten Rückstand auf die Medaillenränge.
Ihre letzte internationale Meisterschaft bestritt Jansson bei den Halleneuropameisterschaften 1988 in Budapest. Sie belegte den siebten Platz mit vierzehn Sekunden Rückstand auf die Drittplatzierte.